# Dom w Kerveillec 5 (Plévin)
Dom w Kerveillec 5 – wzniesiony w 1828. Od 1964 roku został wpisany do rejestru zabytków, posiada status w kategorii Patrimoine architectural (Mérimée).

## Lokalizacja
Dom zlokalizowany jest w Kerleit (Kerveillec), w miejscowości Plévin, w departamencie Côtes-d’Armor, w regionie Bretania.

## Opis
Dom został wybudowany w 1828 roku, data została wyryta na umieszczonym na budynku zegarze słonecznym. Dom w kształcie litery C.
Zbudowany jest z granitu, piaskowca i łupków ilastych. Budynek jest piętrowy, posiada dwuspadowy dach z otwartym szczytem. Głównym elementem pokrycia jest łupek. Dom posiada proste prawoskrętne schody.